# Мироненко, Иван Иванович
Иван Иванович Мироненко (20 июня 1915 года, хутор Долотинка, область войска Донского — 30 октября 1989 года, Уфа, БАССР) — советский архитектор, участник Великой Отечественной войны, член Союза архитекторов БАССР с 1940 года, заслуженный архитектор РСФСР с 1974 года.

## Биография
Родился 20 июня 1915 года на хуторе Долотинка области войска Донского, ныне — Миллеровский район Ростовской области. В 1940 году окончил Московский архитектурный институт. С того же года — архитектор треста «Башпроект».
С 15 декабря 1940 года — на службе в вооружённых силах СССР. В 1941—1945 годах — участник Великой Отечественной войны: в 1941 году награждён орденом Красного Знамени, в 1942 году — орденом Красной Звезды, в 1945 году — медалью «За победу над Германией в Великой Отечественной войне 1941—1945 гг.».
С 1945 года — старший инженер, заместитель главного архитектора института «Башнефтепроект». В 1949—1956 годах — главный архитектор Уфы. С 1958 года — старший инженер отдела коммунального строительства Башкирского Совнархоза.
С 1962 года — начальник Управления по делам строительства и архитектуры Совета министров БАССР. В 1966—1968 годах — председатель правления Союза архитекторов БАССР.

## Наследие
Разрабатывал проект радиоузла Дома Связи Уфы, завершённый в ноябре 1940 года.
5 июля 1951 года находился в составе комиссии, вместе с заместителем председателя Уфимского горисполкома Ш. Н. Назировым, которая осматривала Троицкую церковь (Смоленский собор), памятник архитектуры и первая православная церковь Уфы, и не рекомендовала его к восстановлению в виду «небольшой значимости данного объекта, как архитектурно-художественного и исторического памятника». В итоге, в июне 1956 года церковь взорвана.
Участвовал в корректировке старых и разработке новых генеральных планов городов и районных центров БАССР. Соавтор проекта детальной планировки 1955 года Уфы. Автор проектов жилой застройки 1945—1949 годов городов Ишимбай и Октябрьский, и общественных зданий в Октябрьском.

## Память
В Уфе, на доме № 1 (№ 2) по улице Заки Валиди (Гафури), установлена мемориальная доска.